# ブッシュウィック・アベニュー-アバディーン・ストリート駅
ブッシュウィック・アベニュー-アバディーン・ストリート駅（Bushwick Avenue – Aberdeen Street）はブルックリン区ブッシュウィックにあるニューヨーク市地下鉄BMTカナーシー線の駅で、終日L系統が停車する。

## 歴史
ブッシュウィック・アベニュー-アバディーン・ストリート駅は1928年7月14日にカナーシー線が当時高架区間の西端だったブロードウェイ・ジャンクション駅からモントローズ・アベニュー駅まで延伸されたのに合わせて開業した。

## 駅構造
| G          | 地上階                       | 出入口                                                                             |
| M          | 改札階                       | 改札口、駅員室、メトロカード/OMNY自動販売機                                        |
| P ホーム階 | 相対式ホーム、右側ドアが開く | 相対式ホーム、右側ドアが開く                                                       |
| P ホーム階 | 北行線                       | ← 8番街駅ゆき（ウィルソン・アベニュー駅）                                          |
| P ホーム階 | 南行線                       | → カナーシー-ロッカウェイ・パークウェイ駅ゆき（ブロードウェイ・ジャンクション駅）→ |
| P ホーム階 | 相対式ホーム、右側ドアが開く |                                                                                    |

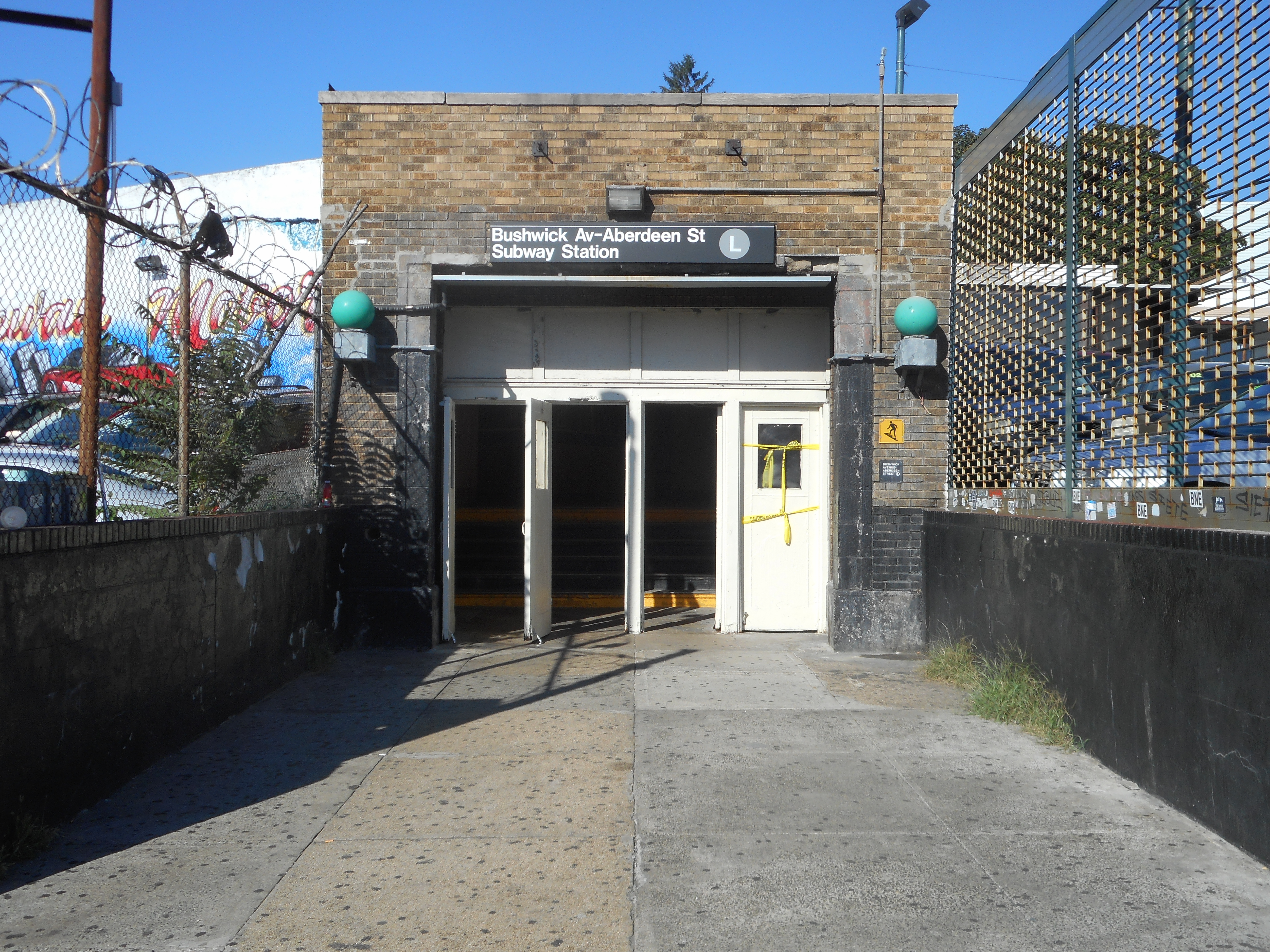
通りに面したエントランス

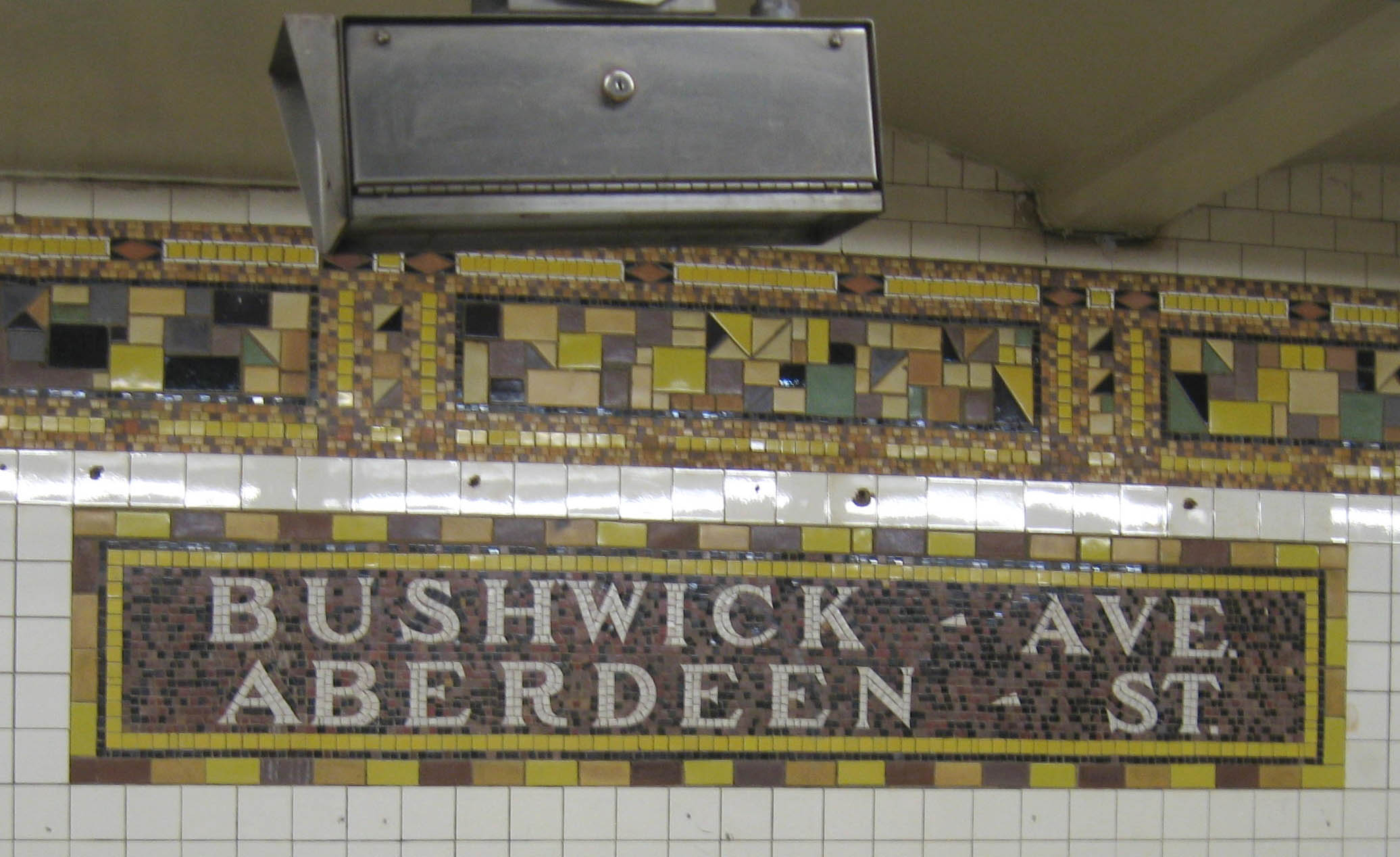
ホーム壁のモザイク

ブッシュウィック・アベニュー-アバディーン・ストリート駅は相対式ホーム2面2線の地下駅である。 2本のホームはわずかにカーブを描いており、ホーム北端では南行ホームの方が高い位置にある。これは、南隣のウィルソン・アベニュー駅で北行線が地上、南行線が高架上に上がるためである。
小さな駅舎がブッシュウィック・アベニュー北側のアバディーン・ストリート - デ・セールス・ストリート間に設けられている。駅舎は高さ3.4メートル（11フィート）の格天井になっていて、吊り下げ式の照明や派手な鉄工品があり、パーチメントブラウンのタイルがみられる。柱は白タイルで覆われ、モザイクで"Bushwick Aberdeen"と書かれている。精巧な磁器タイルのモザイクでタン、桃色、モーブ、ブラウンの帯が引かれ、その中央に黄色、クリーム色、緑色、バラ色がかったベージュ、スレートブルー、藍色や黒葡萄色のタイルが配されている。メザニンには明るい水色のタイルが貼られ、一部はパーチメントブラウンのタイルで置き換えられている。